# ソーシャル・ネットワークの受賞とノミネートの一覧
ソーシャル・ネットワークの受賞とノミネートの一覧は、アーロン・ソーキン脚本、デヴィッド・フィンチャー監督による2010年の映画作品『ソーシャル・ネットワーク』の受賞とノミネートの一覧である。

## 受賞とノミネート一覧

### 組織賞
| 賞                                       | 賞                             | 賞                             | 賞                                                                                | 賞         | 賞    |
| 組織                                     | 賞                             | 部門                           | 候補者                                                                            | 結果       | 出典  |
| ---------------------------------------- | ------------------------------ | ------------------------------ | --------------------------------------------------------------------------------- | ---------- | ----- |
| 映画芸術技術アカデミー                   | セザール賞                     | 外国語映画賞                   |                                                                                   | 受賞       |       |
| 映画芸術科学アカデミー                   | アカデミー賞                   | 作品賞                         | セアン・チャフィン デイナ・ブルネッティ マイケル・デ・ルカ スコット・ルーディン   | ノミネート | [ 1 ] |
| 映画芸術科学アカデミー                   | アカデミー賞                   | 主演男優賞                     | ジェシー・アイゼンバーグ                                                          | ノミネート | [ 1 ] |
| 映画芸術科学アカデミー                   | アカデミー賞                   | 撮影賞                         | ジェフ・クローネンウェス                                                          | ノミネート | [ 1 ] |
| 映画芸術科学アカデミー                   | アカデミー賞                   | 監督賞                         | デヴィッド・フィンチャー                                                          | ノミネート | [ 1 ] |
| 映画芸術科学アカデミー                   | アカデミー賞                   | 編集賞                         | アンガス・ウォール カーク・バクスター                                             | 受賞       | [ 1 ] |
| 映画芸術科学アカデミー                   | アカデミー賞                   | 作曲賞                         | トレント・レズナー アッティカス・ロス                                             | 受賞       | [ 1 ] |
| 映画芸術科学アカデミー                   | アカデミー賞                   | 録音賞                         | レン・クライス デヴィッド・パーカー マイケル・セマニック マーク・ウェインガーテン | ノミネート | [ 1 ] |
| 映画芸術科学アカデミー                   | アカデミー賞                   | 脚色賞                         | アーロン・ソーキン                                                                | 受賞       | [ 1 ] |
| 女性映画ジャーナリスト同盟               | EDA賞                          | 作品賞                         | n/a                                                                               | 受賞       | [ 2 ] |
| 女性映画ジャーナリスト同盟               | EDA賞                          | 監督賞                         | デヴィッド・フィンチャー                                                          | 受賞       | [ 2 ] |
| 女性映画ジャーナリスト同盟               | EDA賞                          | 主演男優賞                     | ジェシー・アイゼンバーグ                                                          | ノミネート | [ 2 ] |
| 女性映画ジャーナリスト同盟               | EDA賞                          | 脚色賞                         | アーロン・ソーキン                                                                | 受賞       | [ 2 ] |
| 女性映画ジャーナリスト同盟               | EDA賞                          | 撮影賞                         | ジェフ・クローネンウェス                                                          | ノミネート | [ 2 ] |
| 女性映画ジャーナリスト同盟               | EDA賞                          | 編集賞                         | アンガス・ウォール カーク・バクスター                                             | ノミネート | [ 2 ] |
| 女性映画ジャーナリスト同盟               | EDA賞                          | 作曲・音楽賞                   | トレント・レズナー アッティカス・ロス                                             | 受賞       | [ 2 ] |
| 女性映画ジャーナリスト同盟               | EDA賞                          | アンサンブルキャスト賞         |                                                                                   | ノミネート | [ 2 ] |
| アメリカン・フィルム・インスティチュート | AFI賞                          | ムービーズ・オブ・ザ・イヤー   |                                                                                   |            | [ 3 ] |
| ハリウッド映画祭                         | ハリウッド映画賞               | アンサンブル・オブ・ザ・イヤー |                                                                                   | 受賞       | [ 4 ] |
| 英国映画テレビ芸術アカデミー             | 英国アカデミー賞               | 作品賞                         |                                                                                   | ノミネート | [ 5 ] |
| 英国映画テレビ芸術アカデミー             | 英国アカデミー賞               | 主演男優賞                     | ジェシー・アイゼンバーグ                                                          | ノミネート | [ 5 ] |
| 英国映画テレビ芸術アカデミー             | 英国アカデミー賞               | 助演男優賞                     | アンドリュー・ガーフィールド                                                      | ノミネート | [ 5 ] |
| 英国映画テレビ芸術アカデミー             | 英国アカデミー賞               | 監督賞                         | デヴィッド・フィンチャー                                                          | 受賞       | [ 5 ] |
| 英国映画テレビ芸術アカデミー             | 英国アカデミー賞               | 脚色賞                         | アーロン・ソーキン                                                                | 受賞       | [ 5 ] |
| 英国映画テレビ芸術アカデミー             | 英国アカデミー賞               | 編集賞                         | アンガス・ウォール カーク・バクスター                                             | 受賞       | [ 5 ] |
| ハリウッド外国人映画記者協会             | ゴールデングローブ賞           | 作品賞（ドラマ部門）           |                                                                                   | 受賞       | [ 6 ] |
| ハリウッド外国人映画記者協会             | ゴールデングローブ賞           | 主演男優賞（ドラマ部門）       | ジェシー・アイゼンバーグ                                                          | ノミネート | [ 6 ] |
| ハリウッド外国人映画記者協会             | ゴールデングローブ賞           | 助演男優賞                     | アンドリュー・ガーフィールド                                                      | ノミネート | [ 6 ] |
| ハリウッド外国人映画記者協会             | ゴールデングローブ賞           | 監督賞                         | デヴィッド・フィンチャー                                                          | 受賞       | [ 6 ] |
| ハリウッド外国人映画記者協会             | ゴールデングローブ賞           | 脚本賞                         | アーロン・ソーキン                                                                | 受賞       | [ 6 ] |
| ハリウッド外国人映画記者協会             | ゴールデングローブ賞           | 作曲賞                         | トレント・レズナー アッティカス・ロス                                             | 受賞       | [ 6 ] |
| 国際プレスアカデミー                     | サテライト賞                   | ドラマ部門作品賞               |                                                                                   | 受賞       | [ 7 ] |
| 国際プレスアカデミー                     | サテライト賞                   | 監督賞                         | デヴィッド・フィンチャー                                                          | 受賞       | [ 7 ] |
| 国際プレスアカデミー                     | サテライト賞                   | 主演男優賞（ドラマ映画）       | ジェシー・アイゼンバーグ                                                          | ノミネート | [ 7 ] |
| 国際プレスアカデミー                     | サテライト賞                   | 助演男優賞                     | アンドリュー・ガーフィールド                                                      | ノミネート | [ 7 ] |
| 国際プレスアカデミー                     | サテライト賞                   | 脚色賞                         | アーロン・ソーキン                                                                | 受賞       | [ 7 ] |
| 国際プレスアカデミー                     | サテライト賞                   | 編集賞                         | カーク・バクスター アンガス・ウォール                                             | ノミネート | [ 7 ] |
| 国際プレスアカデミー                     | サテライト賞                   | 作曲賞                         | トレント・レズナー アッティカス・ロス                                             | ノミネート | [ 7 ] |
| 米国映画批評会議                         | NBR賞                          | 作品賞                         |                                                                                   | 受賞       | [ 8 ] |
| 米国映画批評会議                         | NBR賞                          | 監督賞                         | デヴィッド・フィンチャー                                                          | 受賞       | [ 8 ] |
| 米国映画批評会議                         | NBR賞                          | 主演男優賞                     | ジェシー・アイゼンバーグ                                                          | 受賞       | [ 8 ] |
| 米国映画批評会議                         | NBR賞                          | 脚色賞                         | アーロン・ソーキン                                                                | 受賞       | [ 8 ] |
| ピープルズ・チョイス・アワード           | ピープルズ・チョイス・アワード | ドラマ映画賞                   |                                                                                   | ノミネート | [ 9 ] |
| 南カリフォルニア大学                     | USCスクリプター賞              |                                | アーロン・ソーキン                                                                | 受賞       |       |

### 組合賞
| 賞                     | 賞                       | 賞                                 | 賞 | 賞         | 賞     |
| 組合                   | 賞                       | 部門                               | 候補者 | 結果       | 出典   |
| ---------------------- | ------------------------ | ---------------------------------- | --- | ---------- | ------ |
| アメリカ撮影監督協会   | アメリカ映画編集者協会賞 | 映画撮影賞                         | ジェフ・クローネンウェス | ノミネート | [ 10 ] |
| アメリカ製作者組合     | アメリカ製作者組合賞     | 映画賞                             | スコット・ルーディン、マイケル・デ・ルカ、 セアン・チャフィン、デイナ・ブルネッティ                                                               | ノミネート | [ 11 ] |
| アメリカ美術監督組合   | アメリカ美術監督組合賞   | 映画賞（コンテンポラリー映画）     | ドナルド・グラハム・バート | ノミネート | [ 12 ] |
| アメリカ映画編集者協会 | アメリカ映画編集者協会賞 | ドラマ映画編集賞                   | カーク・バクスター アンガス・ウォール | 受賞       | [ 13 ] |
| 衣裳デザイナー組合     | 衣裳デザイナー組合賞     | コンテンポラリー映画衣裳デザイン賞 | ジャクリーン・ウェスト | ノミネート | [ 14 ] |
| 映画俳優組合           | 全米映画俳優組合賞       | 主演男優賞                         | ジェシー・アイゼンバーグ | ノミネート | [ 15 ] |
| 映画俳優組合           | 全米映画俳優組合賞       | キャスト賞                         | ジェシー・アイゼンバーグ、 アンドリュー・ガーフィールド、アーミー・ハマー、 マックス・ミンゲラ、ジョシュ・ペンス、 ジャスティン・ティンバーレイク | ノミネート | [ 15 ] |
| 全米監督協会           | 全米監督協会賞           | 長編映画監督賞                     | デヴィッド・フィンチャー | ノミネート | [ 16 ] |
| 全米脚本家組合         | 全米脚本家組合賞         | 映画脚色賞                         | アーロン・ソーキン | 受賞       | [ 17 ] |
| 映画録音協会           | 映画録音協会賞           | 映画賞                             | Mark Weingarten, CAS Ren Klyce David Parker Michael Semanick, CAS                                                                                 | ノミネート | [ 18 ] |
| 映画音響編集者組合     | ゴールデンリール賞       | 長編映画ダイアログ・ADR賞          | | 受賞       | [ 19 ] |
| 映画音響編集者組合     | ゴールデンリール賞       | 長編映画音楽賞                     | | ノミネート | [ 19 ] |

### 批評家協会賞
| 賞                                       | 賞                                     | 賞                   | 賞                                    | 賞         | 賞            |
| 批評家協会                               | 賞                                     | 部門                 | 候補者                                | 結果       | 出典          |
| ---------------------------------------- | -------------------------------------- | -------------------- | ------------------------------------- | ---------- | ------------- |
| アイオワ映画批評家協会                   | アイオワ映画批評家協会賞               | 作品賞               |                                       | 受賞       | [ 20 ]        |
| アイオワ映画批評家協会                   | アイオワ映画批評家協会賞               | 監督賞               | デヴィッド・フィンチャー              | 受賞       | [ 20 ]        |
| アイオワ映画批評家協会                   | アイオワ映画批評家協会賞               | 主演男優賞           | ジェシー・アイゼンバーグ              | ノミネート | [ 20 ]        |
| アイオワ映画批評家協会                   | アイオワ映画批評家協会賞               | 助演男優賞           | アンドリュー・ガーフィールド          | ノミネート | [ 20 ]        |
| アフリカン・アメリカン映画批評家協会     | アフリカン・アメリカン映画批評家協会賞 | 作品賞               |                                       | 受賞       | [ 21 ]        |
| インディアナ映画批評家協会               | インディアナ映画批評家協会賞           | 作品賞               |                                       | 受賞       | [ 22 ]        |
| インディアナ映画批評家協会               | インディアナ映画批評家協会賞           | 主演男優賞           | ジェシー・アイゼンバーグ              | 次点       | [ 22 ]        |
| インディアナ映画批評家協会               | インディアナ映画批評家協会賞           | 脚本賞               | アーロン・ソーキン                    | 受賞       | [ 22 ]        |
| オースティン映画批評家協会               | オースティン映画批評家協会賞           | 脚色賞               | アーロン・ソーキン                    | 受賞       | [ 23 ]        |
| オクラホマ映画批評家協会                 | オクラホマ映画批評家協会賞             | 作品賞               |                                       | 受賞       | [ 24 ]        |
| オクラホマ映画批評家協会                 | オクラホマ映画批評家協会賞             | 監督賞               | デヴィッド・フィンチャー              | 受賞       | [ 24 ]        |
| オクラホマ映画批評家協会                 | オクラホマ映画批評家協会賞             | 主演男優賞           | ジェシー・アイゼンバーグ              | 受賞       | [ 24 ]        |
| オクラホマ映画批評家協会                 | オクラホマ映画批評家協会賞             | 脚本賞               | アーロン・ソーキン                    | 受賞       | [ 24 ]        |
| オンライン映画批評家協会                 | オンライン映画批評家協会賞             | 作品賞               |                                       | 受賞       | [ 25 ] [ 26 ] |
| オンライン映画批評家協会                 | オンライン映画批評家協会賞             | 監督賞               | デヴィッド・フィンチャー              | 受賞       | [ 25 ] [ 26 ] |
| オンライン映画批評家協会                 | オンライン映画批評家協会賞             | 主演男優賞           | ジェシー・アイゼンバーグ              | ノミネート | [ 25 ] [ 26 ] |
| オンライン映画批評家協会                 | オンライン映画批評家協会賞             | 助演男優賞           | アンドリュー・ガーフィールド          | ノミネート | [ 25 ] [ 26 ] |
| オンライン映画批評家協会                 | オンライン映画批評家協会賞             | 脚本賞               | アーロン・ソーキン                    | 受賞       | [ 25 ] [ 26 ] |
| オンライン映画批評家協会                 | オンライン映画批評家協会賞             | 編集賞               | アンガス・ウォール カーク・バクスター | ノミネート | [ 25 ] [ 26 ] |
| カンザスシティ映画批評家協会             | カンザスシティ映画批評家協会賞         | 作品賞               |                                       | 受賞       | [ 27 ]        |
| カンザスシティ映画批評家協会             | カンザスシティ映画批評家協会賞         | 脚色賞               | アーロン・ソーキン                    | 受賞       | [ 27 ]        |
| サウスイースタン映画批評家協会           | サウスイースタン映画批評家協会賞       | 作品賞               |                                       | 受賞       | [ 28 ]        |
| サウスイースタン映画批評家協会           | サウスイースタン映画批評家協会賞       | 監督賞               | デヴィッド・フィンチャー              | 受賞       | [ 28 ]        |
| サウスイースタン映画批評家協会           | サウスイースタン映画批評家協会賞       | アンサンブル演技賞   |                                       | 受賞       | [ 28 ]        |
| サウスイースタン映画批評家協会           | サウスイースタン映画批評家協会賞       | 脚色賞               | アーロン・ソーキン                    | 受賞       | [ 28 ]        |
| サンディエゴ映画批評家協会               | サンディエゴ映画批評家協会賞           | 作品賞               |                                       | ノミネート | [ 29 ]        |
| サンディエゴ映画批評家協会               | サンディエゴ映画批評家協会賞           | 監督賞               | デヴィッド・フィンチャー              | ノミネート | [ 29 ]        |
| サンディエゴ映画批評家協会               | サンディエゴ映画批評家協会賞           | 主演男優賞           | ジェシー・アイゼンバーグ              | ノミネート | [ 29 ]        |
| サンディエゴ映画批評家協会               | サンディエゴ映画批評家協会賞           | アンサンブル演技賞   |                                       | ノミネート | [ 29 ]        |
| サンディエゴ映画批評家協会               | サンディエゴ映画批評家協会賞           | 脚色賞               | アーロン・ソーキン                    | 受賞       | [ 29 ]        |
| サンディエゴ映画批評家協会               | サンディエゴ映画批評家協会賞           | 音楽賞               | トレント・レズナー アッティカス・ロス | ノミネート | [ 29 ]        |
| サンディエゴ映画批評家協会               | サンディエゴ映画批評家協会賞           | 編集賞               | アンガス・ウォール カーク・バクスター | ノミネート | [ 29 ]        |
| サンフランシスコ映画批評家協会           | サンフランシスコ映画批評家協会賞       | 作品賞               |                                       | 受賞       | [ 30 ]        |
| サンフランシスコ映画批評家協会           | サンフランシスコ映画批評家協会賞       | 監督賞               | デヴィッド・フィンチャー              | 受賞       | [ 30 ]        |
| サンフランシスコ映画批評家協会           | サンフランシスコ映画批評家協会賞       | 脚色賞               | アーロン・ソーキン                    | 受賞       | [ 30 ]        |
| シカゴ映画批評家協会                     | シカゴ映画批評家協会賞                 | 作品賞               |                                       | 受賞       | [ 31 ]        |
| シカゴ映画批評家協会                     | シカゴ映画批評家協会賞                 | 監督賞               | デヴィッド・フィンチャー              | 受賞       | [ 31 ]        |
| シカゴ映画批評家協会                     | シカゴ映画批評家協会賞                 | 主演男優賞           | ジェシー・アイゼンバーグ              | ノミネート | [ 31 ]        |
| シカゴ映画批評家協会                     | シカゴ映画批評家協会賞                 | 助演男優賞           | アンドリュー・ガーフィールド          | ノミネート | [ 31 ]        |
| シカゴ映画批評家協会                     | シカゴ映画批評家協会賞                 | 脚色賞               | アーロン・ソーキン                    | 受賞       | [ 31 ]        |
| シカゴ映画批評家協会                     | シカゴ映画批評家協会賞                 | 撮影賞               | ジェフ・クローネンウェス              | ノミネート | [ 31 ]        |
| シカゴ映画批評家協会                     | シカゴ映画批評家協会賞                 | 音楽賞               | トレント・レズナー アッティカス・ロス | ノミネート | [ 31 ]        |
| シカゴ映画批評家協会                     | シカゴ映画批評家協会賞                 | 有望俳優賞           | アーミー・ハマー                      | ノミネート | [ 31 ]        |
| セントラルオハイオ映画批評家協会         | セントラルオハイオ映画批評家協会賞     | 作品賞               |                                       | 第2位      | [ 32 ]        |
| セントラルオハイオ映画批評家協会         | セントラルオハイオ映画批評家協会賞     | 監督賞               | デヴィッド・フィンチャー              | 次点       | [ 32 ]        |
| セントラルオハイオ映画批評家協会         | セントラルオハイオ映画批評家協会賞     | 主演男優賞           | ジェシー・アイゼンバーグ              | ノミネート | [ 32 ]        |
| セントラルオハイオ映画批評家協会         | セントラルオハイオ映画批評家協会賞     | 助演男優賞           | アンドリュー・ガーフィールド          | ノミネート | [ 32 ]        |
| セントラルオハイオ映画批評家協会         | セントラルオハイオ映画批評家協会賞     | 脚色賞               | アーロン・ソーキン                    | 受賞       | [ 32 ]        |
| セントラルオハイオ映画批評家協会         | セントラルオハイオ映画批評家協会賞     | 音楽賞               | トレント・レズナー アッティカス・ロス | 次点       | [ 32 ]        |
| セントラルオハイオ映画批評家協会         | セントラルオハイオ映画批評家協会賞     | アンサンブル賞       |                                       | ノミネート | [ 32 ]        |
| セントルイス映画批評家協会               | セントルイス映画批評家協会賞           | 作品賞               |                                       | 受賞       | [ 33 ]        |
| セントルイス映画批評家協会               | セントルイス映画批評家協会賞           | 監督賞               | デヴィッド・フィンチャー              | 受賞       | [ 33 ]        |
| セントルイス映画批評家協会               | セントルイス映画批評家協会賞           | 主演男優賞           | ジェシー・アイゼンバーグ              | 次点       | [ 33 ]        |
| セントルイス映画批評家協会               | セントルイス映画批評家協会賞           | 脚色賞               | アーロン・ソーキン                    | 受賞       | [ 33 ]        |
| セントルイス映画批評家協会               | セントルイス映画批評家協会賞           | 音楽賞               | トレント・レズナー アッティカス・ロス | 受賞       | [ 33 ]        |
| 全米映画批評家協会                       | 全米映画批評家協会賞                   | 作品賞               |                                       | 受賞       | [ 34 ]        |
| 全米映画批評家協会                       | 全米映画批評家協会賞                   | 監督賞               | デヴィッド・フィンチャー              | 受賞       | [ 34 ]        |
| 全米映画批評家協会                       | 全米映画批評家協会賞                   | 主演男優賞           | ジェシー・アイゼンバーグ              | 受賞       | [ 34 ]        |
| 全米映画批評家協会                       | 全米映画批評家協会賞                   | 脚本賞               | アーロン・ソーキン                    | 受賞       | [ 34 ]        |
| ダラス・フォートワース映画批評家協会     | ダラス・フォートワース映画批評家協会賞 | 作品賞               |                                       | 受賞       | [ 35 ]        |
| ダラス・フォートワース映画批評家協会     | ダラス・フォートワース映画批評家協会賞 | 監督賞               | デヴィッド・フィンチャー              | 受賞       | [ 35 ]        |
| ダラス・フォートワース映画批評家協会     | ダラス・フォートワース映画批評家協会賞 | 主演男優賞           | ジェシー・アイゼンバーグ              | 次点       | [ 35 ]        |
| ダラス・フォートワース映画批評家協会     | ダラス・フォートワース映画批評家協会賞 | 脚本賞               | アーロン・ソーキン                    | 受賞       | [ 35 ]        |
| デトロイト映画批評家協会                 | デトロイト映画批評家協会賞             | 作品賞               |                                       | 受賞       | [ 36 ]        |
| デトロイト映画批評家協会                 | デトロイト映画批評家協会賞             | 監督賞               | デヴィッド・フィンチャー              | ノミネート | [ 36 ]        |
| デトロイト映画批評家協会                 | デトロイト映画批評家協会賞             | 主演男優賞           | ジェシー・アイゼンバーグ              | ノミネート | [ 36 ]        |
| デトロイト映画批評家協会                 | デトロイト映画批評家協会賞             | 助演男優賞           | アンドリュー・ガーフィールド          | ノミネート | [ 36 ]        |
| デトロイト映画批評家協会                 | デトロイト映画批評家協会賞             | ブレイクスルー演技賞 | アンドリュー・ガーフィールド          | ノミネート | [ 36 ]        |
| デンバー映画批評家協会                   | デンバー映画批評家協会賞               | 作品賞               |                                       | 受賞       | [ 37 ] [ 38 ] |
| デンバー映画批評家協会                   | デンバー映画批評家協会賞               | 監督賞               | デヴィッド・フィンチャー              | 受賞       | [ 37 ] [ 38 ] |
| デンバー映画批評家協会                   | デンバー映画批評家協会賞               | 主演男優賞           | ジェシー・アイゼンバーグ              | ノミネート | [ 37 ] [ 38 ] |
| デンバー映画批評家協会                   | デンバー映画批評家協会賞               | 脚色賞               | アーロン・ソーキン                    | 受賞       | [ 37 ] [ 38 ] |
| デンバー映画批評家協会                   | デンバー映画批評家協会賞               | 作曲賞               | トレント・レズナー アッティカス・ロス | ノミネート | [ 37 ] [ 38 ] |
| トロント映画批評家協会                   | トロント映画批評家協会賞               | 作品賞               |                                       | 受賞       | [ 39 ]        |
| トロント映画批評家協会                   | トロント映画批評家協会賞               | 監督賞               | デヴィッド・フィンチャー              | 受賞       | [ 39 ]        |
| トロント映画批評家協会                   | トロント映画批評家協会賞               | 主演男優賞           | ジェシー・アイゼンバーグ              | 受賞       | [ 39 ]        |
| トロント映画批評家協会                   | トロント映画批評家協会賞               | 助演男優賞           | アーミー・ハマー                      | 受賞       | [ 39 ]        |
| トロント映画批評家協会                   | トロント映画批評家協会賞               | 脚本賞               | アーロン・ソーキン                    | 受賞       | [ 39 ]        |
| ニューヨーク映画批評家オンライン         | ニューヨーク映画批評家オンライン賞     | 作品賞               |                                       | 受賞       | [ 40 ]        |
| ニューヨーク映画批評家オンライン         | ニューヨーク映画批評家オンライン賞     | 監督賞               | デヴィッド・フィンチャー              | 受賞       | [ 40 ]        |
| ニューヨーク映画批評家オンライン         | ニューヨーク映画批評家オンライン賞     | 脚本賞               | アーロン・ソーキン                    | 受賞       | [ 40 ]        |
| ニューヨーク映画批評家協会               | ニューヨーク映画批評家協会賞           | 作品賞               |                                       | 受賞       | [ 41 ]        |
| ニューヨーク映画批評家協会               | ニューヨーク映画批評家協会賞           | 監督賞               | デヴィッド・フィンチャー              | 受賞       | [ 41 ]        |
| ヒューストン映画批評家協会               | ヒューストン映画批評家協会賞           | 作品賞               |                                       | 受賞       | [ 42 ] [ 43 ] |
| ヒューストン映画批評家協会               | ヒューストン映画批評家協会賞           | 監督賞               | デヴィッド・フィンチャー              | 受賞       | [ 42 ] [ 43 ] |
| ヒューストン映画批評家協会               | ヒューストン映画批評家協会賞           | 主演男優賞           | ジェシー・アイゼンバーグ              | 受賞       | [ 42 ] [ 43 ] |
| ヒューストン映画批評家協会               | ヒューストン映画批評家協会賞           | 助演男優賞           | アンドリュー・ガーフィールド          | ノミネート | [ 42 ] [ 43 ] |
| ヒューストン映画批評家協会               | ヒューストン映画批評家協会賞           | 脚本賞               | アーロン・ソーキン                    | 受賞       | [ 42 ] [ 43 ] |
| ヒューストン映画批評家協会               | ヒューストン映画批評家協会賞           | 作曲賞               | トレント・レズナー アッティカス・ロス | ノミネート | [ 42 ] [ 43 ] |
| フェニックス映画批評家協会               | フェニックス映画批評家協会賞           | 作品賞               |                                       | ノミネート | [ 44 ]        |
| フェニックス映画批評家協会               | フェニックス映画批評家協会賞           | 監督賞               | デヴィッド・フィンチャー              | ノミネート | [ 44 ]        |
| フェニックス映画批評家協会               | フェニックス映画批評家協会賞           | 主演男優賞           | ジェシー・アイゼンバーグ              | ノミネート | [ 44 ]        |
| フェニックス映画批評家協会               | フェニックス映画批評家協会賞           | 助演男優賞           | アンドリュー・ガーフィールド          | ノミネート | [ 44 ]        |
| フェニックス映画批評家協会               | フェニックス映画批評家協会賞           | 脚本賞               | アーロン・ソーキン                    | 受賞       | [ 44 ]        |
| フェニックス映画批評家協会               | フェニックス映画批評家協会賞           | アンサンブル演技賞   |                                       | 受賞       | [ 44 ]        |
| ブラック映画批評家協会                   | ブラック映画批評家協会賞               | 作品賞               |                                       | 受賞       | [ 45 ]        |
| ブラック映画批評家協会                   | ブラック映画批評家協会賞               | アンサンブル演技賞   |                                       | 受賞       | [ 45 ]        |
| ブラック映画批評家協会                   | ブラック映画批評家協会賞               | 脚色賞               | アーロン・ソーキン                    | 受賞       | [ 45 ]        |
| フロリダ映画批評家協会                   | フロリダ映画批評家協会賞               | 作品賞               |                                       | 受賞       | [ 46 ]        |
| フロリダ映画批評家協会                   | フロリダ映画批評家協会賞               | 監督賞               | デヴィッド・フィンチャー              | 受賞       | [ 46 ]        |
| フロリダ映画批評家協会                   | フロリダ映画批評家協会賞               | 脚色賞               | アーロン・ソーキン                    | 受賞       | [ 46 ]        |
| クリティクス・チョイス・アソシエーション | クリティクス・チョイス・アワード       | 作品賞               |                                       | 受賞       | [ 47 ]        |
| クリティクス・チョイス・アソシエーション | クリティクス・チョイス・アワード       | 監督賞               | デヴィッド・フィンチャー              | 受賞       | [ 47 ]        |
| クリティクス・チョイス・アソシエーション | クリティクス・チョイス・アワード       | 主演男優賞           | ジェシー・アイゼンバーグ              | ノミネート | [ 47 ]        |
| クリティクス・チョイス・アソシエーション | クリティクス・チョイス・アワード       | 助演男優賞           | アンドリュー・ガーフィールド          | ノミネート | [ 47 ]        |
| クリティクス・チョイス・アソシエーション | クリティクス・チョイス・アワード       | アンサンブル演技賞   |                                       | ノミネート | [ 47 ]        |
| クリティクス・チョイス・アソシエーション | クリティクス・チョイス・アワード       | 脚色賞               | アーロン・ソーキン                    | 受賞       | [ 47 ]        |
| クリティクス・チョイス・アソシエーション | クリティクス・チョイス・アワード       | 音楽賞               | トレント・レズナー アッティカス・ロス | 受賞       | [ 47 ]        |
| クリティクス・チョイス・アソシエーション | クリティクス・チョイス・アワード       | 編集賞               | カーク・バクスター アンガス・ウォール | ノミネート | [ 47 ]        |
| クリティクス・チョイス・アソシエーション | クリティクス・チョイス・アワード       | 音響賞               |                                       | ノミネート | [ 47 ]        |
| ボストン映画批評家協会                   | ボストン映画批評家協賞                 | 作品賞               |                                       | 受賞       | [ 48 ] [ 49 ] |
| ボストン映画批評家協会                   | ボストン映画批評家協賞                 | 監督賞               | デヴィッド・フィンチャー              | 受賞       | [ 48 ] [ 49 ] |
| ボストン映画批評家協会                   | ボストン映画批評家協賞                 | 主演男優賞           | ジェシー・アイゼンバーグ              | 受賞       | [ 48 ] [ 49 ] |
| ボストン映画批評家協会                   | ボストン映画批評家協賞                 | 助演男優賞           | アンドリュー・ガーフィールド          | 次点       | [ 48 ] [ 49 ] |
| ボストン映画批評家協会                   | ボストン映画批評家協賞                 | 脚本賞               | アーロン・ソーキン                    | 受賞       | [ 48 ] [ 49 ] |
| ボストン映画批評家協会                   | ボストン映画批評家協賞                 | 音楽賞               | トレント・レズナー アッティカス・ロス | 受賞       | [ 48 ] [ 49 ] |
| ユタ映画批評家協会                       | ユタ映画批評家協会賞                   | 作品賞               |                                       | 受賞       | [ 50 ]        |
| ユタ映画批評家協会                       | ユタ映画批評家協会賞                   | 監督賞               | デヴィッド・フィンチャー              | 受賞       | [ 50 ]        |
| ユタ映画批評家協会                       | ユタ映画批評家協会賞                   | 主演男優賞           | ジェシー・アイゼンバーグ              | ノミネート | [ 50 ]        |
| ユタ映画批評家協会                       | ユタ映画批評家協会賞                   | 助演男優賞           | アンドリュー・ガーフィールド          | ノミネート | [ 50 ]        |
| ユタ映画批評家協会                       | ユタ映画批評家協会賞                   | 脚本賞               | アーロン・ソーキン                    | 受賞       | [ 50 ]        |
| ユタ映画批評家協会                       | ユタ映画批評家協会賞                   | 撮影賞               | ジェフ・クローネンウェス              | ノミネート | [ 50 ]        |
| ラスベガス映画批評家協会                 | ラスベガス映画批評家協会賞             | 作品賞               |                                       | 受賞       | [ 51 ]        |
| ラスベガス映画批評家協会                 | ラスベガス映画批評家協会賞             | 監督賞               | デヴィッド・フィンチャー              | 受賞       | [ 51 ]        |
| ラスベガス映画批評家協会                 | ラスベガス映画批評家協会賞             | 脚色賞               | アーロン・ソーキン                    | 受賞       | [ 51 ]        |
| ラスベガス映画批評家協会                 | ラスベガス映画批評家協会賞             | 作曲賞               | トレント・レズナー アッティカス・ロス | 受賞       | [ 51 ]        |
| ロサンゼルス映画批評家協会               | ロサンゼルス映画批評家協会賞           | 作品賞               |                                       | 受賞       | [ 52 ]        |
| ロサンゼルス映画批評家協会               | ロサンゼルス映画批評家協会賞           | 監督賞               | デヴィッド・フィンチャー              | 受賞       | [ 52 ]        |
| ロサンゼルス映画批評家協会               | ロサンゼルス映画批評家協会賞           | 脚本賞               | アーロン・ソーキン                    | 受賞       | [ 52 ]        |
| ロサンゼルス映画批評家協会               | ロサンゼルス映画批評家協会賞           | 音楽賞               | トレント・レズナー アッティカス・ロス | 受賞       | [ 52 ]        |
| ロンドン映画批評家協会                   | ロンドン映画批評家協会賞               | 作品賞               |                                       | 受賞       | [ 53 ] [ 54 ] |
| ロンドン映画批評家協会                   | ロンドン映画批評家協会賞               | 監督賞               | デヴィッド・フィンチャー              | 受賞       | [ 53 ] [ 54 ] |
| ロンドン映画批評家協会                   | ロンドン映画批評家協会賞               | 主演男優賞           | ジェシー・アイゼンバーグ              | ノミネート | [ 53 ] [ 54 ] |
| ロンドン映画批評家協会                   | ロンドン映画批評家協会賞               | 助演男優賞           | アンドリュー・ガーフィールド          | 受賞       | [ 53 ] [ 54 ] |
| ロンドン映画批評家協会                   | ロンドン映画批評家協会賞               | 脚本賞               | アーロン・ソーキン                    | 受賞       | [ 53 ] [ 54 ] |
| ワシントンD.C.映画批評家協会             | ワシントンD.C.映画批評家協会賞         | 作品賞               |                                       | 受賞       | [ 55 ]        |
| ワシントンD.C.映画批評家協会             | ワシントンD.C.映画批評家協会賞         | 監督賞               | デヴィッド・フィンチャー              | 受賞       | [ 55 ]        |
| ワシントンD.C.映画批評家協会             | ワシントンD.C.映画批評家協会賞         | 主演男優賞           | ジェシー・アイゼンバーグ              | ノミネート | [ 55 ]        |
| ワシントンD.C.映画批評家協会             | ワシントンD.C.映画批評家協会賞         | 助演男優賞           | アンドリュー・ガーフィールド          | ノミネート | [ 55 ]        |
| ワシントンD.C.映画批評家協会             | ワシントンD.C.映画批評家協会賞         | 脚色賞               | アーロン・ソーキン                    | 受賞       | [ 55 ]        |
| ワシントンD.C.映画批評家協会             | ワシントンD.C.映画批評家協会賞         | アンサンブル賞       |                                       | ノミネート | [ 55 ]        |
| ワシントンD.C.映画批評家協会             | ワシントンD.C.映画批評家協会賞         | 撮影賞               | ジェフ・クローネンウェス              | ノミネート | [ 55 ]        |
| ワシントンD.C.映画批評家協会             | ワシントンD.C.映画批評家協会賞         | 音楽賞               | トレント・レズナー アッティカス・ロス | ノミネート | [ 55 ]        |